# Harvest Moon (album)
Harvest Moon je dvacáté studiové album kanadského hudebníka Neila Younga, vydané v říjnu 1992 u vydavatelství Reprise Records. Nahráno bylo od září 1991 do února 1992 a o jeho produkci se spolu s Youngem staral Ben Keith. Jde o pokračování Youngova alba Harvest z roku 1972 a hrají zde i stejní hudebníci (The Stray Gators). Písně z tohoto alba později nahrála řada hudebníků, mezi které patří Neko Case („Dreamin' Man“), Jane Birkinová („Harvest Moon“) nebo Bill Frisell („One of these Days“).

## Seznam skladeb
Autorem všech skladeb je Neil Young.
| Pořadí | Název                | Délka |
| ------ | -------------------- | ----- |
| 1.     | Unknown Legend       | 4:32  |
| 2.     | From Hank to Hendrix | 5:12  |
| 3.     | You and Me           | 3:45  |
| 4.     | Harvest Moon         | 5:03  |
| 5.     | War of Man           | 5:41  |
| 6.     | One of These Days    | 4:55  |
| 7.     | Such a Woman         | 4:36  |
| 8.     | Old King             | 2:57  |
| 9.     | Dreamin' Man         | 4:36  |
| 10.    | Natural Beauty       | 10:22 |

## Obsazení
The Stray Gators
- Neil Young – kytara, harmonika, banjo kytara, klavír, harmonium, vibrafon, zpěv
- Kenny Buttrey – bicí
- Tim Drummond – baskytara, marimba
- Ben Keith – pedálová steel kytara, dobro, basová marimba, zpěv
- Spooner Oldham – klavír, klávesy, harmonium

Ostatní hudebníci
- Linda Ronstadt – zpěv
- James Taylor – zpěv
- Nicolette Larson – zpěv
- Astrid Young – zpěv
- Larry Cragg – zpěv

Hráči na smyčcové nástroje
- Jack Nitzsche – aranžmá smyčců
  - Maria Newman
  - Robin Lorentz
  - Berg Garabedian
  - Betty Byers
  - Valerie Dimond
  - Carrie Prescott
  - David Stenske
  - Larry Corbett
  - Greg Gottlieb
  - Haim Shtrum
  - Cindy McGurty
  - Harris Goldman
  - Israel Baker
  - Rick Gerding
  - Matt Funes
  - Adriana Zoppo
  - Ericka Duke
  - David Shamban
  - Michael Feeth